# Гіоргі Кочорашвілі
Гіоргі Кочорашвілі (груз. გიორგი ქოჩორაშვილი; нар. 29 червня 1999, Тбілісі, Грузія) — грузинський футболіст, півзахисник іспанського клубу «Леванте Б».

## Клубна кар'єра
Народився в Тбілісі, Гіоргі грав на юнацькому рівні за футбольний клуб «Сабуртало». Дебютував у першій команді 23 липня 2017 року, зігравши останні 16 хвилин у програному (1:2) домашньому поєдинку проти «Торпедо» (Кутаїсі).
У серпні 2017 року відправився в 2-річну оренду в «Жирону», де грав за молодіжну команду. 26 червня наступного року, після закінчення навчання, переведений у фарм-клуб, який виступав у Сегунда Дівізіона Б.
19 липня 2019 року, після відхилення «Сабуртало» пропозиції від «Жирони», Кочорашвілі підписав 3-річний контракт з «Леванте», одразу потрапивши до резервної команди у третьому дивізіоні. Дебютував за першу команду 12 липня наступного року, замінивши Рубена Рошину наприкінці програного (1:2) поєдинку Ла-Ліги проти «Атлетіка» (Більбао)

## Кар'єра в збірній
У складі юнацької збірної (U-19) брав участь в домашньому для Грузії чемпіонаті Європи 2017 року, де зіграв у всіх трьох матчах групового етапу.
З 2019 року виступав за молодіжну збірну Грузії.